# Pedesina
Pedesina est une commune italienne de la province de Sondrio, dans la région Lombardie.

## Administration
| Période                                  | Période  | Identité      | Étiquette     | Qualité |
| ---------------------------------------- | -------- | ------------- | ------------- | ------- |
|                                          |          |               |               |         |
| mai 2019                                 | En cours | Fabio Ruffoni | Liste civique |         |
| Les données manquantes sont à compléter. |          |               |               |         |

### Communes limitrophes
Bema, Gerola Alta, Premana, Rasura, Rogolo.